# Чемпионат мира по настольному теннису 1933 (декабрь)
Декабрьский чемпионат мира по настольному теннису 1933 года прошёл с 2 по 10 декабря в Париже (Франция). Официально он считался чемпионатом уже 1934 года.

## Медалисты
| Разряд                   | Золото                                                                                     | Серебро                                                                               | Бронза                                                           |
| ------------------------ | ------------------------------------------------------------------------------------------ | ------------------------------------------------------------------------------------- | ---------------------------------------------------------------- |
| Мужской одиночный разряд | Виктор Барна                                                                               | Ласло Беллак                                                                          | Тибор Хази                                                       |
| Мужской одиночный разряд | Виктор Барна                                                                               | Ласло Беллак                                                                          | Миклош Сабадош                                                   |
| Женский одиночный разряд | Мария Кеттнерова                                                                           | Астрид Кребсбах                                                                       | Дора Эмдин                                                       |
| Женский одиночный разряд | Мария Кеттнерова                                                                           | Астрид Кребсбах                                                                       | Магда Галь                                                       |
| Мужской парный разряд    | Виктор Барна Миклош Сабадош                                                                | Тибор Хази Шандор Гланц                                                               | Иштван Борош Бела Ньитрай                                        |
| Мужской парный разряд    | Виктор Барна Миклош Сабадош                                                                | Тибор Хази Шандор Гланц                                                               | Мирослав Гамр Кон                                                |
| Женский парный разряд    | Мария Меднянски Анна Шипош                                                                 | Анита Фельгут Астрид Кребсбах                                                         | Мария Микова Мария Кеттнерова                                    |
| Женский парный разряд    | Мария Меднянски Анна Шипош                                                                 | Анита Фельгут Астрид Кребсбах                                                         | Хильде Буссман Магда Галь                                        |
| Микст                    | Миклош Сабадош Мария Меднянски                                                             | Виктор Барна Анна Шипош                                                               | Станислав Коларж Мария Микова                                    |
| Микст                    | Миклош Сабадош Мария Меднянски                                                             | Виктор Барна Анна Шипош                                                               | Ласло Беллак Кэтлин Берри                                        |
| Мужской командный турнир | Венгрия · Виктор Барна · Ласло Беллак · Лайош Леопольд Давид · Тибор Хази · Миклош Сабадош | Австрия · Эрвин Кон · Альфред Либстер · Карл Шедиви                                   |                                                                  |
| Мужской командный турнир | Венгрия · Виктор Барна · Ласло Беллак · Лайош Леопольд Давид · Тибор Хази · Миклош Сабадош | Чехословакия · Олдржих Блеха · Мирослав Гамр · Кон · Станислав Коларж · Карел Свобода |                                                                  |
| Женский командный турнир | Германия · Анита Фельгут · Аннемари Хенш · Астрид Кребсбах · Мона Мюллер                   | Венгрия · Магда Галь · Мария Меднянски · Анна Шипош                                   | Чехословакия · Мария Кеттнерова · Мария Микова · Йожка Весельска |